# Віндзор (Північна Кароліна)
Віндзор (англ. Windsor) — місто (англ. town) в США, в окрузі Берті штату Північна Кароліна. Населення — 3582 особи (2020).

## Географія
Віндзор розташований за координатами 35°59′36″ пн. ш. 76°56′24″ зх. д. / 35.99333° пн. ш. 76.94000° зх. д. (35.993198, -76.940020).  За даними Бюро перепису населення США в 2010 році місто мало площу 7,34 км², уся площа — суходіл.

## Демографія
Згідно з переписом 2010 року, у місті мешкало 3630 осіб у 1088 домогосподарствах у складі 666 родин. Густота населення становила 495 осіб/км².  Було 1193 помешкання (163/км²).
Расовий склад населення:
| - 62,6 % — чорних або афроамериканців - 32,8 % — білих - 2,0 % — азіатів - 0,7 % — корінних американців |

До двох чи більше рас належало 1,8 %. Частка іспаномовних становила 1,1 % від усіх жителів.
За віковим діапазоном населення розподілялося таким чином: 15,3 % — особи молодші 18 років, 68,2 % — особи у віці 18—64 років, 16,5 % — особи у віці 65 років та старші. Медіана віку мешканця становила 38,6 року. На 100 осіб жіночої статі у місті припадало 145,8 чоловіків;  на 100 жінок у віці від 18 років та старших — 155,5 чоловіків також старших 18 років.
Середній дохід на одне домашнє господарство  становив 42 953 долари США (медіана — 29 063), а середній дохід на одну сім'ю — 52 386 доларів (медіана — 40 926). За межею бідності перебувало 27,8 % осіб, у тому числі 53,2 % дітей у віці до 18 років та 18,6 % осіб у віці 65 років та старших.
Цивільне працевлаштоване населення становило 953 особи. Основні галузі зайнятості: освіта, охорона здоров'я та соціальна допомога — 38,0 %, виробництво — 13,5 %, науковці, спеціалісти, менеджери — 9,5 %, роздрібна торгівля — 7,8 %.